# Monte Bondone
Der Monte Bondone ist ein Berg im Westen von Trient in Norditalien und gehört zur Gebirgsgruppe der Gardaseeberge. Die Höhe beträgt 2180 m s.l.m.

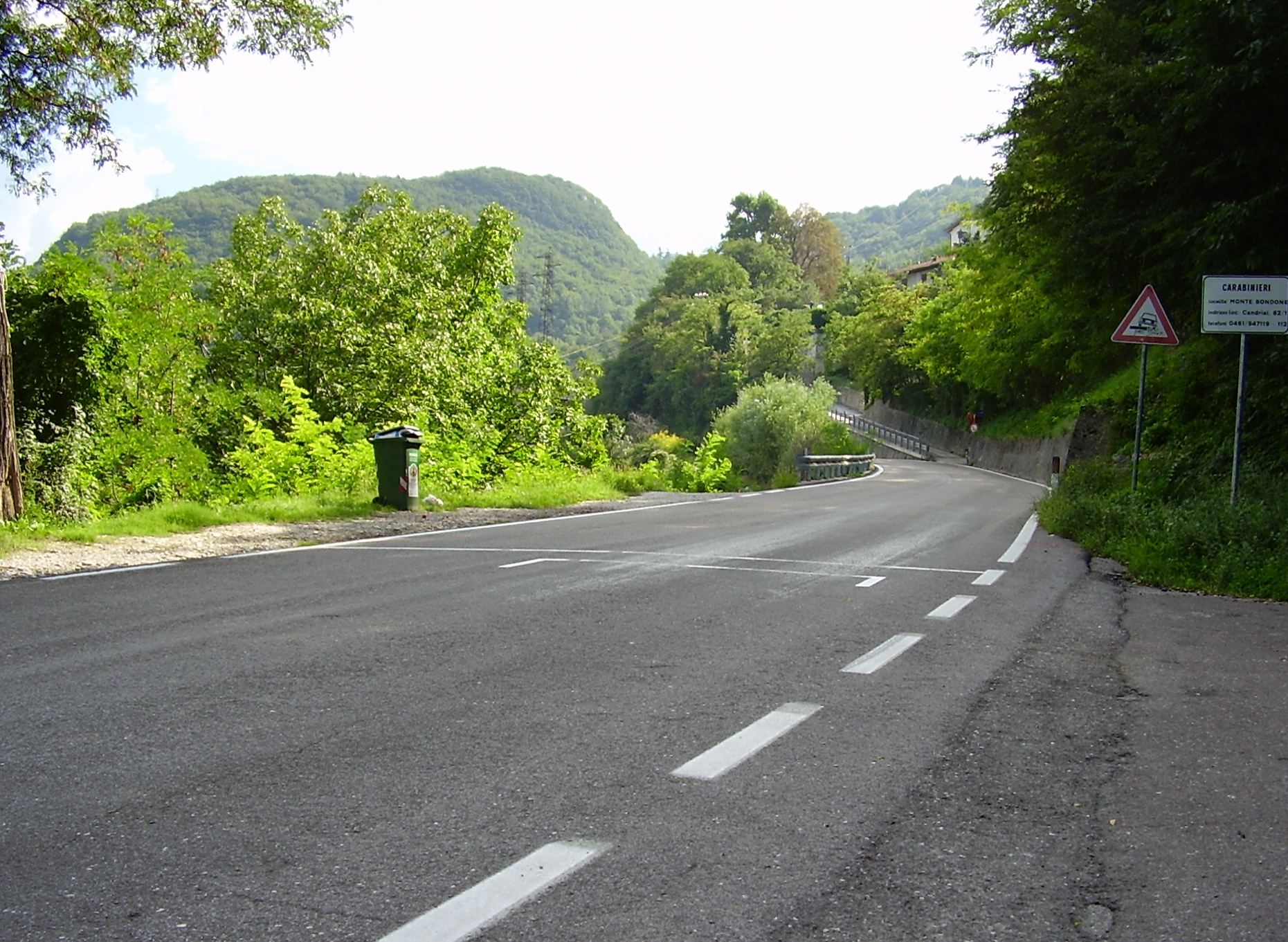
Startlinie des Bergrennens Trento–Bondone

Der Monte Bondone gilt als der Hausberg von Trient und ist von großer touristischer Bedeutung. Im Winter ist er ein bekanntes Zentrum für Ski und Langlauf. Im Juli findet auf den Straßen an den Hängen auf einer Länge von 17,3 Kilometern mit 140 Kurven das Autorennen Trento–Bondone statt. Es ist damit die längste Bergrennstrecke Europas. Die Straße über den Monte Bondone erreicht ihren höchsten Punkt bei 46° 2′ N, 11° 3′ O auf einer Höhe von 1650 m s.l.m.
Die Tre Cime del Bondone sind außerdem beliebte Wandergipfel. Der Monte Cornetto ist mit 2180 m der höchste Berg dieser Gruppe, daneben reihen sich Dosso d’Abramo (2133 m) und Cima Verde (2102 m). Außerdem gibt es am Dosso d’Abramo einen extrem schweren Klettersteig.
Mit einer Schartenhöhe von über 1500 m gehört der Monte Bondone zu den prominentesten Bergen der Alpen.